# Fernanda Metilli
Fernanda Metilli (Tandil, Provincia de Buenos Aires, 13 de junio de 1984) es una actriz y comediante argentina. Es conocida por sus actuaciones en televisión, teatro y rutinas de stand up, y por Las chicas de la culpa, espectáculo humorístico teatral junto a Natalia Carulias, Malena Guinzburg y Connie Ballarini.
A lo largo de su trayectoria, Metilli recibió el premio Estrella de Mar 2018 a la mejor actuación femenina de reparto en la comedia Como el culo de Henry Lewis, Jonathan Sayer y Henry Shields. También, integró el elenco que recibió el Premio ACE 2023/2024 a la mejor comedia por Exit de Agustí Franch, dirigida por Corina Fiorillo.

## Carrera profesional
Fernanda Metilli nació el 13 de junio de 1984 y se crio en Tandil. Estudió en la Escuela de Arte de su ciudad natal y empezó a actuar profesionalmente, pero trabajando simultáneamente como vendedora de ropa.
En 2006, con 22 años y mínimos recursos económicos, se mudó a Buenos Aires para desarrollar su carrera de actriz. Trabajaba de tarde en un local de ropa y estudiaba a la mañana comedia del arte y clown con Cristina Moreira. En 2008, fue contratada por el canal Utilísima para trabajar en el programa Vanessa de noche conducido por Vanessa Miller, donde hacía el personaje de una «chica hueca». Dentro del programa, compartió el elenco con Verónica Lorca, Thelma Demarchi y Nora Schiavoni, quienes la acercaron al stand up, género que la conquistó de inmediato y la llevaron a tomar clases primero con Fernando Sanjiao y luego con Martín Pugliese. En noviembre de 2008, Metilli actuó por primera vez como standupera y en marzo de 2009 Nora Schiavoni le ofreció integrar un show con ella, Verónica Lorca y Dalia Gutman, en el Espacio Colette del Paseo La Plaza.
Para sostenerse económicamente Metilli comenzó a dar clases de teatro a chicos especiales en centros de día. Poco después ingresó al grupo de teatro comunitario Alas, orientado al público infantil, que a su vez le comenzó a abrir puertas.
En 2011, fue contratada para hacer monólogos de stand up en el programa de televisión Bendita TV emitida por Canal 9, y en 2013 fue una de las comediantes seleccionada para el Festival Ciudad Emergente. Ese mismo año, Metilli obtuvo un papel pequeño para actuar en la primera temporada de la telecomedia Los Únicos por Canal 13. A fines de 2012, fue contratada para actuar en La pelu, programa de alto rating multipremiado transmitido por Telefe, como parte de un elenco de figuras encabezado por Florencia de la V, donde comenzó a ser reconocida por el público.
En 2018, Metilli recibió el premio Estrella de Mar a la mejor actuación femenina de reparto por su trabajo en la comedia Como el culo. En marzo de ese año, fue contratada por Comedy Central y Telefe para actuar en la versión femenina del programa humorístico La culpa es de Colón conducido por Dalia Gutman junto con Malena Guinzburg, Connie Ballarini y Natalia Carulias. El programa tuvo dos temporadas y el público bautizó a las cuatro comediantes como «las chicas de la culpa». Las cuatro actrices se hicieron amigas y desarrollaron una dinámica humorística especial que, pese al levantamiento del programa, les permitió continuar el show por streaming durante la pandemia de covid-19 y luego también en el teatro, que se volvió un éxito nacional e internacional, convocando a 75.000 espectadores el primer año, solo en Argentina.
En 2023, actuó en el musical premiado Matilda, uno de los mayores éxitos teatrales del año, haciendo de Zinnia Wormwood, la madre de Matilda. De esta manera, Metilli integró el elenco junto a su pareja Agustín Aristarán y la hija de este, Bianca Aristarán. Poco después, Metilli coprotagonizó la telesnovela Buenos chicos, en el papel de la abogada Dora Funes. Entre 2023 y 2024, fue coprotagonista de la comedia teatral Exit, obra que recibió el Premio ACE a la mejor comedia de la temporada.
En 2025, el director Juan José Campanella la convocó para coprotagonizar la obra de teatro Empieza con D, siete letras, escrita por él y Cecilia Monti, en el papel de Miranda Delgado.

## Filmografía

### Cine
| Año  | Título              | Papel     | Notas |
| ---- | ------------------- | --------- | ----- |
| 2011 | Verdades verdaderas | Figurante | Extra |

### Televisión
| Año       | Título                    | Papel                 | Notas                          |
| --------- | ------------------------- | --------------------- | ------------------------------ |
| 2007-2008 | Vanessa de noche          | Humorista             |                                |
| 2007-2008 | Duro de domar             | Humorista             |                                |
| 2009      | Con sentido público       | Humorista             |                                |
| 2011      | Los Únicos                |                       |                                |
| 2012-2013 | La pelu                   | Fernanda              |                                |
| 2014      | Camino al amor            | Marilina              |                                |
| 2014      | Señores papis             | Paula                 |                                |
| 2016      | Loco por vos              | Nidia                 | Episodio: «La gente está loca» |
| 2017      | ¿En qué mano está?        | Humorista             |                                |
| 2018-2019 | Mi hermano es un clon     | Rocío «Rochi» Álvarez |                                |
| 2018-2019 | La culpa es de Colón      | Humorista             |                                |
| 2019      | El host                   | Olga                  |                                |
| 2019      | Showmatch: Súper Bailando | Participante          | 4.ta pareja eliminada          |
| 2022      | El primero de nosotros    | Sofía                 |                                |
| 2023-2024 | Buenos chicos             | Dora Funes            |                                |

## Teatro
| Año       | Título                             | Papel           | Lugar                                     |
| --------- | ---------------------------------- | --------------- | ----------------------------------------- |
| 2008-2010 | La sirenita                        | Mariel          | Espacio Colette                           |
| 2009      | Pequeñas hadas y sirenas           |                 | Cine Teatro San Pedro                     |
| 2009-2012 | Mírame cuando te hablo             | Varios          | Espacio Colette                           |
| 2010      | Cenicienta, una princesa encantada |                 | Espacio Colette                           |
| 2010-2013 | Rojo pasión. Rojo sangre           | Sarita          | Espacio Colette                           |
| 2010-2013 | Una noche de verano                | Ella misma      | Espacio Colette / The Cavern Buenos Aires |
| 2011      | Superados                          |                 | Espacio Colette                           |
| 2011-2012 | MP4                                | Ella misma      | Espacio Colette                           |
| 2011-2014 | Las mujeres que (m) aman demasiado | Érica           | Espacio Colette                           |
| 2012      | A toda costa                       | Ella misma      | Teatro Gesell Plaza / Teatro Luz y Fuerza |
| 2012-2013 | Sociedad de comedia                | Ella misma      | Café Rivas                                |
| 2014-2016 | F3 Stand Up Comedy                 | Ella misma      | The Cavern Buenos Aires                   |
| 2014      | Cerda                              |                 | Multiespacio Palermo                      |
| 2015      | Stravaganza, estados del tiempo    | Ella misma      | Teatro Luxor                              |
| 2016      | Arriba                             | Ella misma      | Teatro Picadilly                          |
| 2017-2018 | Como el culo                       | Any             | Teatro Neptuno / Coliseo Podestá          |
| 2018      | Chorros                            | Karina          | Multiteatro                               |
| 2019      | Capadocia                          |                 | Microteatro                               |
| 2019      | Croqueta                           | Ella misma      | Gira nacional                             |
| 2020      | El show de los cuernos             |                 | Teatro Carreas                            |
| 2020      | En casa-miento                     | Silvina         | Teatro Nün                                |
| 2022-2023 | Inmaduros                          | Nuria           | Teatro El Nacional                        |
| 2022-2023 | Las chicas de la culpa             | Ella misma      | Teatro Gran Rex / Teatro Radio City       |
| 2023      | Matilda, el musical                | Zinnia Wormwood | Teatro Gran Rex                           |
| 2024      | Exit                               | Maite           | Multiteatro                               |
| 2024-2025 | Somos las chicas de la culpa       | Ella misma      | Gira nacional                             |
| 2025      | Empieza con D, siete letras        | Miranda Delgado | Teatro Politeama                          |

## Premios y nominaciones
| Año  | Organización                  | Categoría                                    | Trabajo                         | Resultado | Ref(s) |
| ---- | ----------------------------- | -------------------------------------------- | ------------------------------- | --------- | ------ |
| 2015 | Premios VOS                   | Mejor humorista femenina                     | Stravaganza, estados del tiempo | Nominada  | [ 11 ] |
| 2015 | Premios Carlos                | Revelación femenina                          | Stravaganza, estados del tiempo | Nominada  | [ 12 ] |
| 2015 | Premios Carlos                | Mejor actriz de reparto                      | Stravaganza, estados del tiempo | Nominada  | [ 12 ] |
| 2018 | Premios Estrella de Mar       | Mejor actriz de reparto                      | Como el culo                    | Ganadora  | [ 13 ] |
| 2020 | Premios Estrella de Mar       | Mejor actriz de comedia                      | El show de los cuernos          | Nominada  | [ 14 ] |
| 2022 | Premios ACE                   | Mejor actriz de reparto en drama y/o comedia | Inmaduros                       | Nominada  | [ 15 ] |
| 2024 | Premios Martín Fierro Digital | Comediante unipersonal femenino              | Ella misma                      | Nominada  | [ 16 ] |
| 2024 | Premios ACE                   | Mejor actriz en comedia                      | Exit                            | Nominada  | [ 17 ] |